# أزارأب للصناعات
أزارأب للصناعات هي شركة تصنيع إيرانية تقوم ببناء محطات توليد الطاقة ومصانع البتروكيماويات ومصافي السكر والنفط والغاز الموجودة في آراك اعتباراً من عام 2005، وحاصلة على شهادة أيزو 9001. يعمل بها أكثر من 2500 شخص ، ومنتجاتها الرئيسية هي الغلايات وصمامات الفراشة والتوربينات المائية وأوعية الضغط .

## المشاريع التي عملت عليها الشركة
- محطة شهيد رجائي لتوليد الطاقة الحرارية بقدرة 1000 ميجاوات، إيران
- جيلان 810 ميجاوات محطة توليد الكهرباء بنظام الدورة المركبة، إيران
- مصنع عبدان للبتروكيماويات، إيران

## روابط خارجية
- الموقع الرسمي